# Paulo Leminski
Paulo Filho Leminski (Curitiba, Paranà, 24 d'agost de 1944 - 7 de juny de 1989) fou un poeta, novel·lista, traductor, assagista i biògraf brasiler. Va ser un dels escriptors més influents a la poesia brasilera des dels anys vuitanta.

## Biografia
Fill de pare polonès i mare negra neix el 24 d'agost de 1944 a Curitiba. El 1959 ingressa al Monestir de Benedictino São on aprèn llatí, teologia, filosofia i literatura clàssica. El 1963 viatja a Belo Horizonte, a la Setmana de Poesia de Vanguardia, en la qual també varen participar Haroldo de Campos, Augusto de Campos i Décio Pignatari, i és influenciat pel grup de poesia concreta. El 1964 Leminski publica els seus primers poemes a la revista del grup de poesia concreta Invenção. Durant aquest any va tenir lloc un cop d'estat que va fer caure el govern democràtic de João Goulart. Aquest fet va tenir com a conseqüència una desorientació per part dels intel·lectuals brasilers i va impedir qualsevol projecte polític-cultural.
El 1968 va conèixer a Alice Ruiz, la qual serà la seva futura esposa i amb la qual tindrà tres fills. Aquest mateix any s'inicia el moviment musical tropicalista de Caetano Veloso, Gilberto Gil, Nara Leão, Tom Zé i Gal Costa. El 1975 publica Catatau, la seva primera novel·la, on es relata un viatge imaginari de René Descartes a les costes del Brasil, i de la qual es varen imprimir dos mil exemplars. El 1980 publica dos llibres de poesia Polonaises y Não fosse isso e era menos i Não fosse tanto e era quase. El 1981 comença a col·laborar a la revista Veja, on publica diverses ressenyes, i el 1983 publica Caprichos & Relaxos. També escriu diverses biografies i la introducció de Hojas de Hierba de Walt Whitman. El 1984, entre altres coses, publica la seva segona novel·la Agora que são elas, i el 1986 el seu primer llibre d'assaigs Anseios crípticos. El 1987 publica el seu últim llibre de poemes: Distraídos venceremos. El 1988 s'instal·la a São Paulo, malalt d'alcoholisme i el 7 de juny de 1989 mor per una cirrosi hepàtica.
Pòstumament es varen editar: La vie en close (1991), Metaformose (1994), O ex-estranho (1996), Anseios crípticos 2 (2001), Gozo fabuloso (2004) i una reedició de Catatau (2005).

## Estil literari
La figura de Leminski ha estat moltes vegades polèmica, ja que per una part, alguns el defineixen com un poeta popular, sense massa preocupació per la reflexivitat i el rigor formal, mentre que d'altres el defineixen com un poeta maleït, per la seva addicció a la beguda i les drogues, i pel seu caràcter formal. No obstant, és innegable que Leminski va treballar la línia formal, sobretot pel seu contacte inicial amb la poesia concreta, i que va ser un escriptor paradoxal, ja que a ell mateix no li interessava mostrar una obra homogènia. Així que, en paraules de Roland Barthes, l'imaginari de Leminski consistiria en compondre diverses màscares que es proposen sortir del camí predeterminat que la tradició ha imposat a cada gènere i registre lingüístic, de manera que l'autor es defineix com a experimental, tant en l'aspecte formal com al contingut.
La seva poètica es caracteritza per un exercici constant d'hibridisme poètic i de constant reinvenció de manera que instaura un nou ordre, en el qual conflueixen diversos llenguatges i tradicions. Cal esmentar, que en aquell moment va tenir lloc un moviment de desaparició de moviments literaris i de grups poètics organitzats, la qual cosa va significar el començament de nous camins propis per a molts poetes i artistes. La seva poesia es va caracteritzar per la pràctica formal i per la materialitat de la paraula, en tant que món autònom, sense renunciar a la poesia com expressió directa de la realitat i com llenguatge de l'experiència. Leminski va estudiar cultura japonesa, i per això feia una escriptura entre concreta i oriental.
A més va experimentar barrejant diversos gèneres, donant així a la seva obra un caràcter fragmentari i obert, que fuig dels criteris establerts i dels models d'organització legitimats. Aquesta essència també es veu en la seva prosa, on Leminski es desentén de la línia recta de temps i d'espai, i la qual combina amb altres formes que no obeeixen a cap ordre narratiu establert.
Per tant, l'obra de Leminski es caracteritza principalment per treballar amb la idea de límit i dissolució, i per moure's sempre entre dos extrems: entre prosa i poesia, entre erudit i popular, entre informació i comunicació, i entre allò llegible i intel·ligible. A més, tot i ser una obra aparentment desorganitzada, Leminski va gaudir d'una llibertat narrativa, ja que va trobar moltes vies creatives diferents, que es creuen entre elles i donen lloc a un llenguatge híbrid en moviment.

## Llista d'obres

### Obra poètica
- Quarenta clics em Curitiba. Poesia i fotografia, amb el fotògraf Jack Pires.
- Curitiba, Etecetera, 1976. (2a edició, Secretaria de Estado Cultura, Curitiba, 1990.) n.p.
- Polonaises. Curitiba, Ed. de l'autor, 1980. n.p.
- Não fosse isso e era menos/ não fosse tanto e era quase. Curitiba, Zap, 1980. n.p.
- Tripas. Curitiba, Ed. de l'autor, 1980.
- Caprichos e relaxos. São Paulo, Brasiliense, 1983. 154p.
- Hai Tropikais. Leminski, Paulo y Ruiz, Alice. Ouro Preto, Fundo Cultural de Ouro Preto, 1985. n.p.
- Um milhão de coisas. São Paulo, Brasiliense, 1985. 6p.
- Caprichos e relaxos. São Paulo, Círculo do Livro, 1987. 154p.
- Distraídos Venceremos. São Paulo, Brasiliense, 1987. 133p. (5a edição 1995)
- La vie en close. São Paulo, Brasiliense, 1991.
- Winterverno (com desenhos de João Virmond). Fundação Cultural de Curitiba, Curitiba, 1994. (2a edició publicada por les ediciones Iluminuras, 2001. 80p.)
- O ex-estranho. Iluminuras, São Paulo, 1996.
- Melhores poemas de Paulo Leminski. (seleção Fréd Góes) Global, São Paulo, 1996.

### Obra en prosa
- Catatau (prosa experimental). Curitiba, Ed. do Autor, 1975. 213p.
- Agora é que são elas (novel·la). São Paulo, Brasiliense, 1984.1 63p.
- Catatau. 2a ed. Porto Alegre, Sulina, 1989. 230p.
- Metaformose, uma viagem pelo imaginário grego (prosa poética/ensayo). Iluminuras, São Paulo, 1994. (Prêmio Jabuti de poesía, 1995)
- Descartes com lentes (cuento). Col. Buquinista, Fundação Cultural de Curitiba, Curitiba, 1995.
- Agora é que são elas (romance). 2a ed. Brasiliense / Fundação Cultural de Curitiba, 1999.

### Biografies
- Cruz e Souza. São Paulo, Brasiliense. Colección "Encanto Radical", n° 24, 1985. 78p.
- Matsuó Bashô. São Paulo, Brasiliense, 1983. 78p.
- Jesus. São Paulo, Brasiliense, 1984, 119p.
- Trotski: a paixão segundo a revolução. São Paulo, Brasiliense, 1986.
- Vida (biografías: Cruz e Souza, Bashô, Jesus e Trótski). Sulina, Porto Alegre, 1990. (2a editvió 1998)
- Vida (Cruz e Souza, Bashô, Jesús, Trotski. Cuatro biografías). Puente Aéreo, Mar del Plata/Barcelona, 2015. (Traducción de Joaquín Correa, 1a edición en español)

### Assaigs
- POE, Edgar Allan. O corvo. São Paulo, Expressão, 1986. 80p. (apêndice)
- Poesia: a paixão da linguagem. Conferência incluida en "Os Sentidos da paixão". São Paulo: Companhia das Letras, 1987. p. 283-306.
- Nossa linguagem. In: Revista Leite Quente. Ensayo e dirección. Curitiba, Fundação Cultural de Curitiba, v.1, n.1, mar.1989.
- Anseios crípticos (anseios teóricos): peripécias de um investigador dos sentido no torvelinho das formas e das idéias. Curitiba, Criar, 1986. 143p.
- Metaformose, uma viagem pelo imaginário grego (prosa poética/ensaio). Iluminuras, São Paulo, 1994. (Prêmio Jabuti de poesia, 1995) •
- Ensaios e anseios crípticos. Curitiba, Pólo Editorial, 1997. n.p.

### Traduccions
- FANTE, John. Pergunte ao pó. São Paulo, Brasiliense, 1984.
- FERLINGHETTI, Lawrence. Vida sem fim (com Nelson Ascher e outros tradutores). São Paulo, Brasiliense, 1984. n.p.
- JARRY, Alfred. O supermacho; romance moderno. São Paulo, Brasiliense, 1985. 135p. lndição editorial, posfácio e tradução do francês.
- JOYCE, James. Giacomo Joyce. São Paulo, Brasiliense, 1985. 94p. Edição bilingüe, tradução e posfácio.
- LENNON, John. Um atrapalho no trabalho. São Paulo, Brasiliense, 1985.
- MISHIMA, Yukio. Sol e aço. São Paulo, Brasiliense, 1985.
- PETRONIO. Satyricon. São Paulo, Brasiliense, 1985.191 p. Traducão do latim.
- BECKETT, Samuel. Malone Morre. São Paulo, Brasiliense, 1986.16Op. lndicação editorial, posfácio e traduções do francês e inglês.
- Fogo e água na terra dos deuses. Poesia egípcia antiga. São Paulo, Expresão, 1987. n.p